# Amsterdam Sloterdijk vasútállomás
Amsterdam Sloterdijk vasútállomás Hollandiában, Amszterdam városában.

## Vasútvonalak
Az állomást az alábbi vasútvonalak érintik:
- Amsterdam–Rotterdam-vasútvonal
- Nieuwediep–Amsterdam-vasútvonal
- Amsterdam Centraal–Schiphol-vasútvonal

## Kapcsolódó állomások
A vasútállomáshoz az alábbi állomások vannak a legközelebb:
- Halfweg-Zwanenburg vasútállomás
- Zaandam vasútállomás
- Amsterdam Lelylaan vasútállomás
- Amsterdam Centraal
- Amsterdam De Vlugtlaan